# Дуженький Олег Олександрович
Олег Олександрович Дуженький (нар. ?, Мигалівці, Барський район, Вінницька область, Українська РСР, СРСР) — солдат окремого 130-го розвідувального батальйону. Учасник російсько-української війни. Нагороджений відзнакою Президента України «Хрест бойових заслуг».

## Життєпис
Олег Дуженький народився в селі Мигалівці Барського району Вінницької області. Брав участь у бойових діях під час АТО та ООС з 2016 по 2019 роки.
На момент повномасштабного вторгнення працював в Англії. У 2022 році розірвав робочий контракт, повернувся додому й повернувся до Збройних сил України, потрапивши до 130-го окремого розвідувального батальйону.

## Нагороди
- Хрест бойових заслуг (30 грудня 2023) — за особисту мужність, виявлену у захисті державного суверенітету та територіальної цілісності України, самовіддане виконання військового обов'язку[3].